# Karl-Adolf Bauer
Karl-Adolf Bauer (* 17. April 1937 in Neunkirchen (Saar)) ist ein deutscher evangelischer Theologe und Autor.

## Leben
Karl-Adolf Bauer studierte Theologie in Wuppertal, Tübingen und Bonn. Von 1964 bis 1969 war er Wissenschaftlicher Assistent bei Jürgen Moltmann und wurde 1969 mit der Arbeit Die Bedeutung der Leiblichkeit des Menschen in der paulinischen Theologie in Bonn promoviert.
Bauer begann nach seinem Studium als Gemeindepfarrer in Dudweiler. 1972 wählte ihn der Kirchenkreis Ottweiler zum Superintendenten. 1975 bis 1987 leitete er als Vorsteher die Stiftung kreuznacher diakonie. Von 1988 bis 2001 wirkte er als Rektor des Pastoralkollegs der  Evangelischen Kirche im Rheinland in Rengsdorf. Seinen Ruhestand verbringt er in Trier.

## Veröffentlichungen
- Leiblichkeit, das Ende aller Werke Gottes: Die Bedeutung der Leiblichkeit des Menschen bei Paulus. Gütersloher Verlagshaus G. Mohn, Gütersloh 1971, ISBN 3-579-04095-2.
- Zwischen den Stühlen? Der politische Standort der christlichen Gemeinde. Schriftenmissions-Verlag, Gladbeck 1975, ISBN 3-7958-0219-9.
- Predigtamt ohne Pfarramt? Die „Illegalen“ im Kirchenkampf. Neukirchener, Neukirchen-Vluyn, 1993, ISBN 3-7887-1413-1.
- Gemeinschaft der Heiligen – Kommunismus der Liebe. Leben aus dem Abendmahl bei Martin Luther. Mit einem Vorwort von Manfred Seitz, Freimund Verlag, Neuendettelsau 2016, ISBN 3-946083-14-5.